# Ronald Shusett
Ronald Shushett (28 de junio de 1935, Pittsburgh, Pensilvania, Estados Unidos) es un guionista y productor de cine estadounidense que ha trabajado mayormente en películas de ciencia ficción.
Es conocido por haber coescrito la historia original, junto a Dan O'Bannon, de la película Alien: el octavo pasajero (Ridley Scott, 1979). Otras trabajos destacados por crítica y público han sido Aliens (James Cameron, 1986) y Total Recall (Paul Verhoeven, 1990) A lo largo de su trayectoria ha obtenido 3 nominaciones y 3 galardones que incluyen dos premios Hugo por Alien: el octavo pasajero y Aliens.

## Filmografía
| Año           | Título                    | Guionista        | Productor | Director            |
| ------------- | ------------------------- | ---------------- | --------- | ------------------- |
| 1974          | W                         | Historia y guion | No        | Richard Quine       |
| 1979          | Alien: el octavo pasajero | Historia y guion | Ejecutivo | Ridley Scott        |
| 1980          | Phobia                    | Historia y guion | No        | John Huston         |
| 1981          | Dead & Buried             | Sí               | Sí        | Gary Sherman        |
| 1983          | The Final Terror          | Sí               | No        | Andrew Davis        |
| 1986          | King Kong Lives           | Sí               | Ejecutivo | John Guillermin     |
| 1988          | Above the Law             | Sí               | No        | Andrew Davis        |
| 1990          | Total Recall              | Sí               | Sí        | Paul Verhoeven      |
| 1992          | Freejack                  | Sí               | Sí        | Geoff Murphy        |
| 1997          | Bleeders                  | Sí               | No        | Peter Svatek        |
| 2002          | Minority Report           | No               | Ejecutivo | Steven Spielberg    |
| 2004          | Alien vs. Predator        | Historia         | No        | Paul W. S. Anderson |
| 2012          | Total Recall              | Historia         | No        | Len Wiseman         |
| Preproducción | Hunters                   | Sí               | Sí        |                     |